# Sick New World
Das Sick New World (englisch für Kranke neue Welt) ist ein Metal-Festival, das seit 2023 ausgetragen wird. Das Festival findet in Winchester in der Nähe von Las Vegas im US-Bundesstaat Nevada statt. Veranstalter ist Live Nation Entertainment.

## Geschichte
Das Festival wird auf den Las Vegas Festival Grounds am nördlichen Ende des Las Vegas Strip ausgetragen, wo auch das Festival When We Were Young ausgetragen wird. Das Festivalgelände ist etwa elf Hektar groß und bietet Platz für bis zu 85.000 Zuschauer. Südlich des Festivalgeländes befindet sich das Circus Circus Hotel. Die auftretenden Bands stammen aus den Genres Nu Metal, Industrial, Post-Punk und Hip-Hop. Am 7. November 2022 wurde das Festival angekündigt. Die Erstausgabe des Festivals fand am 13. Mai 2023 vor 85.000 Zuschauern statt. Headliner waren System of a Down, Korn, Deftones und Incubus. Die zweite Ausgabe des Festivals fand am 27. April 2024 statt. Headliner waren System of a Down und Slipknot. Die dritte Ausgabe des Festivals war für den 12. April 2025 geplant. Headliner sollten Metallica und Linkin Park sein. Jedoch wurde das Festival am 29. November 2024 wegen „unvorhersehbaren Umständen“ abgesagt. Laut einem Bericht von Hits Daily Double sollten beide Headliner eine garantierte Gage von fünf Millionen Dollar gefordert haben. Außerdem sollen nur etwas mehr als ein Drittel der 60.000 verfügbaren Eintrittskarten verkauft worden sein.

## Künstler

### 2023
100 Gecs, Alien Ant Farm, The Birthday Massacre, Body Count, Chevelle, Coal Chamber, Cold, Cradle of Filth, Death Grips, Deftones, Evanescence, Failure, Fever 333, Fiddlehead, Filter, Flyleaf, Health, Hoobastank, Ho99o9, Incubus, Killing Joke, Kittie, KMFDM, Korn, Lacuna Coil, Loathe, London After Midnight, Machine Girl, Melvins, Ministry, Monster Magnet, Mr. Bungle, My Life with the Thrill Kill Kult, Narrow Head, Orgy, Panchiko, Papa Roach, Placebo, P.O.D., Prayers, Scene Queen, Scowl, Sevendust, She Wants Revenge, The Sisters of Mercy, The 69 Eyes, Skinny Puppy, Soulfly, Spiritbox, Stabbing Westward, Superheaven, System of a Down, Turnstile, Ville Valo

### 2024
3Teeth, 6arelyhuman, A Perfect Circle, Alice in Chains, Babymetal, Bad Omens, Better Lovers, Black Veil Brides, Bring Me the Horizon, Code Orange, Combichrist, Dayseeker, Dope, Drain, Drop Nineteens, Duster, Danny Elfman, Fear Factory, Fleshwater, Front 242, Front Line Assembly, Fury, The Garden, Gel, Glare, Helmet, Ice Nine Kills, Incendiary, Jinjer, Killing Joke (2023), Kim Dracula, Kittie (2023), Knocked Loose, Kublai Khan TX, Lamb of God, Loathe (2023), Lords of Acid, Lorna Shore, Motionless in White, Nitzer Ebb, Nonpoint, Paleface Swiss, Polyphia, Powerman 5000, Primus, Quannnic, Sevendust (2023), She Past Away, Skindred, Slaughter to Prevail, Sleep Token, Slipknot, Slowdive, Snow Strippers, Spiritbox (2023), Spy, Static-X, Static Dress, Sunami, Superheaven (2023), Swans, System of a Down (2023), Taproot, Trash Talk, Ultra Sunn, Vein.fm, Violent Vira, VNV Nation, Wage War, Wednesday 13, Zulu

### 2025
Das Festival wurde abgesagt. Es sollten auftreten: 
311, Acid Bath, AFI, Arch Enemy, The Birthday Massacre (2023), Cannibal Corpse, Carcass, Cradle of Filth (2023), Dethklok, Dir En Grey, Dope (2024), Down, Amira Elefky, Erra, Evanescence (2023), Exodus, Filter (2023), The Flaming Lips, Glassjaw, Gojira, The Hives, Kittie (2023), Lacuna Coil (2023), Lebanon Hanover, Linkin Park, Machine Head, Mastodon, Mayhem, Melvins (2023), Meshuggah, Metallica, Ministry (2023), Mudvayne, Napalm Death, Nuovo Testamento, Orgy (2023), Poison the Well, Queens of the Stone Age, Quicksand, Refused, Rendez-Vous, Scars on Broadway, Scowl (2023), Seven Hours After Violet, Show Me the Body, The Sisters of Mercy (2023), Sponge, Stabbing Westward (2023), Static-X (2024), Terror, Testament, Three Days Grace, Tomahawk, Twin Tribes, Underoath, Vision Video, X